# 의정부 망월사 건륭오십삼년명 동종
의정부 망월사 건륭오십삼년명 동종(議政府 望月寺 乾隆五十三年銘 銅鐘)은 대한민국 경기도 의정부시 호원동 망월사에 있는 동종이다. 2012년 6월 26일 경기도의 유형문화재 제273호로 지정되었다.

## 개요
본 동종은 1786년 주종장 이영희, 용재가 주종한 종으로 용뉴는 통일신라 동종의 전통을 계승하여 단룡에 음통으로 처리하였으며, 원형범자, 종신 중간으로 가로지는 굵은 횡대와 합장한 보살상, 전패 등은 조선 후기 범종 양식을 반영하고 있고 인왕상은 망월사 범종을 주성한 이영희의 독창적인 표현으로 조선 후기 범종 형식의 다양성을 보여주는 작품으로 가치가 인정된다.

## 같이 보기
- 망월사

## 참고 문헌
- 의정부 망월사 건륭오십삼년명 동종 - 국가유산청 국가유산포털